# E.S.P. (마일스 데이비스의 음반)
| 전문가 평가                          | 전문가 평가 |
| 평가 점수                            | 평가 점수   |
| 출처                                 | 점수        |
| ------------------------------------ | ----------- |
| Allmusic                             | [ 2 ]       |
| The Encyclopedia of Popular Music    | [ 4 ]       |
| The Penguin Guide to Jazz Recordings | [ 5 ]       |
| The Rolling Stone Jazz Record Guide  | [ 6 ]       |
| Tom Hull – on the Web                | A−          |

《E.S.P.》(《Extra Sensory Perception》)는 1965년 1월 20일부터 22일까지 녹음된 미국의 재즈 트럼펫 연주자 마일스 데이비스의 음반으로, 그해 8월 16일 컬럼비아 레코드에 의해 발매되었다. 트럼펫의 데이비스, 테너 색소폰의 웨인 쇼터, 피아노의 허비 행콕, 베이스의 론 카터, 드럼의 토니 윌리엄스 등 데이비스의 세컨드 그레이트 퀸텟의 첫 번째 음반이다. 이 음반의 이름은 쇼터의 곡에서 따왔으며, "웨인 쇼터가 도착한 이후 5인조 멤버들이 정신적 텔레파시로 소통하는 것 같았다"는 사실에 영감을 받았다.

## 배경
이 음반은 발라드나 표준을 포함하지 않는다는 점에서 데이비스의 이전 음반에서 탈피했음을 나타낸다. 데이비스는 한 곡의 작곡(〈Arigation〉은 5인조가 종종 라이브로 연주하곤 했는데, 그 해 말 《Plugged Nickel》 데이트에서 그랬다)을 기여했고, 카터와 함께 두 곡을 공동 작곡했다(〈Eighty-One〉, 〈Mood〉). 카터는 또한 〈R.J.〉를 기여하였고 핸콕은 대략 2달 후에 녹음된 자신의 음반 《Maiden Voyage》에 나타날 〈Little One〉에 의하여 대표되었다. 쇼터는 "책을 가져오라"는 말을 듣고 타이틀곡과 〈Iris〉로 인정받았다. 원래 타이틀 곡에 대한 권리는 데이비스와 쇼터 사이에 공유되었지만, 데이비스는 나중에 모든 권리를 반납했다.
예를 들어, 〈Mood〉는 13바 형태인 반면, 〈R.J.〉는 19바 길이이다. 모든 작품은 데이비스가 수정하거나 세션에서 그룹이 일괄적으로 재작업했다. 행콕은 데이비스가 어떻게 〈Eighty-One〉에 접근했는지를 회상했다. "마일스는 멜로디 음표의 처음 두 줄을 잡고 그것들을 꾹꾹 눌러 붙이고, 리듬 섹션만 연주할 수 있는 큰 공간을 남겨두기 위해 다른 영역을 꺼냈습니다. 제게는, 그것은 구성의 본질에 도달하는 것처럼 들렸습니다. 그는 내재된 구조를 가지고 우리가 숨을 쉴 수 있는 공간을 남겨두고 매일 밤 신선한 것을 만들어 내곤 했습니다. 이 노래에는 기본적인 요소들이 있었지만, 작곡에서처럼 정확히 사용되지 않았습니다."
《E.S.P.》는 《Quiet Nights》의 발매 후 데이비스와 테오 마세로 사이의 불화 이후 컬럼비아의 할리우드 스튜디오에서 녹음되었다. 이 음반은 데이비스의 당시 아내 프랜시스의 사진이 커버에 실린 마지막 음반이었는데, 데이비스의 변덕스럽고 폭력적인 행동으로 인해 1965년 말까지 부부가 헤어질 예정이었기 때문이다.

## 곡 목록
| #  | 제목           | 작곡                     | 재생 시간 |
| -- | -------------- | ------------------------ | --------- |
| 1. | 〈E.S.P.〉     | 웨인 쇼터                | 5:27      |
| 2. | 〈Eighty-One〉 | 론 카터, 마일스 데이비스 | 6:11      |
| 3. | 〈Little One〉 | 허비 행콕                | 7:21      |
| 4. | 〈R.J.〉       | 카터                     | 3:56      |

| #  | 제목          | 작곡           | 재생 시간 |
| -- | ------------- | -------------- | --------- |
| 1. | 〈Agitation〉 | 데이비스       | 7:46      |
| 2. | 〈Iris〉      | 쇼터           | 8:29      |
| 3. | 〈Mood〉      | 카터, 데이비스 | 8:50      |